# Misrikh
Misrikh är en ort i Indien.   Den ligger i distriktet Sītāpur och delstaten Uttar Pradesh, i den norra delen av landet, 400 km öster om huvudstaden New Delhi. Misrikh ligger 142 meter över havet och antalet invånare är 15 007.
Terrängen runt Misrikh är mycket platt. Runt Misrikh är det tätbefolkat, med 591 invånare per kvadratkilometer. Misrikh är det största samhället i trakten. Trakten runt Misrikh består till största delen av jordbruksmark.